# 霍利特
霍利特（直译：「沙丘」），是以色列西南部沙洛姆地區的一座基布茲。該基布茲位於尼爾伊扎克附近，隸屬於艾希科爾地區議會管轄。2021年，人口為203人。

## 歷史
霍利特成立於1978年，當時其是西奈半島亞米特附近的納哈爾定居點。然而，根據1979年《以色列-埃及和平條約》，以色列必須撤離其在半島上的所有定居點。
1982年，基布茲在現址重建。
2023年10月7日，哈馬斯武裝分子發動阿克薩洪水行動，在霍利特實施大屠殺。這次屠殺奪走了至少11名基布茲成員和2名農民工的生命。傷亡者中至少有2名美國公民。

## 經濟
霍利特的收入主要有三種：乳牛牧場、工廠和田地。該工廠每週生產約50台榨汁機。其田地種植橘子、檸檬、馬鈴薯、芒果、堅果和胡蘿蔔等農作物。